# Partidos paraestatales de México
Un «partido paraestatal» es un término mexicano para referirse a aquellos partidos políticos que, aunque formalmente constituyeron una oposición a los gobiernos emanados del Partido Revolucionario Institucional, en realidad fueron controlados en gran parte de su existencia por el mismo Estado mexicano. Generalmente se aplica el término a dos partidos: el Partido Auténtico de la Revolución Mexicana y el Partido Popular Socialista.
Estos dos partidos servían como pantalla para presentar la imagen de que el país tenía una vida democrática plena —principalmente en la época del dominio indiscutible del PRI, desde 1929 hasta 2000— al contar con un sistema pluripartidista, que en realidad funcionó como régimen de partido único. La verdadera oposición, representada principalmente por el derechista Partido Acción Nacional y el izquierdista Partido Comunista Mexicano, fue ilegalizada y perseguida hasta la reforma política en México de 1977.[cita requerida]
En los años posteriores a esta fecha se ha seguido empleando el término para calificar a algunos partidos. Por ejemplo, el Partido del Frente Cardenista de Reconstrucción Nacional, el Partido del Trabajo y el Partido Nueva Alianza claramente tienen su origen en iniciativas del régimen, todos asociados de alguna forma al PRI. Otros partidos, como Partido Verde Ecologista de México, han secundado los regímenes de los partidos que han ocupado la presidencia desde 1994.